# R Horologii
Désignations
R Horologii (appelée également HD 18242) est une étoile géante rouge située à environ ∼ 755 a.l. (∼ 231 pc) dans la constellation australe de l'Horloge. C'est une variable de type Mira avec une période de 404,83 jours, et dont la magnitude apparente varie entre 4,7 et 14,3 — une des plus grandes variations de luminosité connues —. L'étoile perd de la masse selon un rythme de 5,9 × 10−7 M☉·an-1.